# Erik Lindén (brottare)
Karl Erik Nils Lindén, född 8 oktober 1911 i  Malmö Sankt Petri församling, Malmöhus län, död 22 december 1992 i Kungsholms församling, Stockholm, var en svensk idrottsman.
Lindén deltog i Olympiska sommarspelen 1948 i London, där han tog brons i brottning.

## Meriter
- Guld (Fristil, 79 kg) SM 1945.
- Brons (Fri stil, mellanvikt) OS London 1948.

## Klubbar
- BK Athén
- Brandkårens IF